# حلق (تشريح)
الحلق في علم التشريح، هو الجزء الداخلي من الرقبة، أمام الفقرات العنقية. ويحتوي على البلعوم (بالإنجليزية: pharynx)‏ والحنجرة (بالإنجليزية: larynx)‏.
ومن المميزات الرئيسية للحلق هو وجود لسان المزمار، وهو غضروف مرن يقوم بفصل المريء عن الرغامى، أو ما يعرف بالقصبة الهوائية، كي لا يدخل الطعام والشراب إلى الرئتين.
ويتكون الحلق من أوعية دموية، عضلات متنوعة، المرئ، الرغامى (القصبة الهوائية). وتعتبر عظمتا الرقبة والترقوة العظمتين الوحيدتين الموجودتين في حلق الإنسان.